# Moritz den lärde av Hessen-Kassel
Moritz, lantgreve av Hessen-Kassel, kallad för "den lärde" född 25 maj 1572 i Kassel och död 15 mars 1632 i Eschwege. Han regerade Hessen-Kassel från 1592 till 1627.

## Biografi
Moritz var son till Wilhelm IV av Hessen-Kassel och Sabine av Württemberg. Han var uppfostrad i den lutherska läran men han konverterade 1605 till kalvinismen. Han trodde på principen Cuius regio, eius religio, vilket betyder att även hans undersåtar skulle konvertera. Moritz omvändelse var kontroversiell sedan religionsfreden i Augsburg endast tagit upp kontroversen mellan katoliker och lutheraner och hade inte tagit upp kalvinismen. Han försökte också omvända undersåtarna i de land som han ärvt från Hessen-Marburg-grenen av sin släkt. Detta gick emot arvsreglerna och resulterade i en konflikt med Hessen-Darmstadt och även med kejsar Mattias.
Moritz handlingar gjorde Hessen-Kassel utfattigt och 1627 abdikerade han till förmån för sonen Vilhelm.
Moritz gifte sig 1593 med Agnes av Solms-Laubach (1578–1602) med henne fick han barnen:
- Otto (1594–1617).
- Elisabeth (1596–1625) gift med Johan Albrekt II av Mecklenburg-Güstrow.
- Vilhelm V (1602–1637), lantgreve av Hessen-Kassel.

1603 gifte han sig med grevinnan Juliane av Nassau-Dillenburg. Med henne hade han sju söner och sju döttrar, varibland:
- Fredrik (1617–1655), lantgreve av Hessen-Eschwege gift med Eleonora Katarina av Pfalz (syster till Karl X Gustav).
- Ernst I, lantgreve av Hessen-Rheinfels-Rotenburg.